# Giselle Camet
Giselle Camet Nyenhuis es una deportista estadounidense que compitió en vela en la clase Laser Radial. Ganó dos medallas de plata en el Campeonato Mundial de Laser Radial, en los años 1989 y 1993.

## Palmarés internacional
| \| Campeonato Mundial \| Campeonato Mundial \| Campeonato Mundial \| Campeonato Mundial \| \| Año \| Lugar \| Medalla \| Clase \| \| ------------------ \| ------------------------ \| ------------------ \| ------------------ \| \| 1989 \| Århus (Dinamarca) \| Medalla de bronce \| Laser Radial \| \| 1993 \| Takapuna (Nueva Zelanda) \| Medalla de bronce \| Laser Radial \| |                          |                   |              |
| Campeonato Mundial |                          |                   |              |
| Año | Lugar                    | Medalla           | Clase        |
| 1989 | Århus (Dinamarca)        | Medalla de bronce | Laser Radial |
| 1993 | Takapuna (Nueva Zelanda) | Medalla de bronce | Laser Radial |